# Anthony Fantano
Anthony Fantano (28 de octubre de 1985) es un crítico musical y youtuber estadounidense que dirige el canal de YouTube The Needle Drop y su sitio web vinculado, donde se discuten y revisan una variedad de géneros musicales.

## Carrera
Fantano nació en Connecticut y es de ascendencia siciliana. Pasó su adolescencia en Wolcott, Connecticut. Cuando era adolescente, Fantano se interesó por la política a través del trabajo del músico Jello Biafra, ex vocalista de la banda de hardcore Dead Kennedys, llamándolo "prácticamente mi ídolo político".
Fantano comenzó su carrera a mediados de la década de 2000 como director musical de la estación de radio de la Universidad Estatal del sur de Connecticut. En 2007, Fantano comenzó a trabajar en Connecticut Public Radio (WNPR), donde presentó el programa The Needle Drop. Ese mismo año, lanzó The Needle Drop en forma de reseñas escritas, y finalmente como serie de reseñas de videos en el canal de YouTube del mismo nombre en enero de 2009. Su primera reseña fue un disco de Jay Reatard. Fantano ha dicho que su reseña del álbum Cosmogramma de Flying Lotus en 2010, que aparece junto a otros videos del artista en la sección "videos destacados" de YouTube, le dio la pista para continuar haciendo reseñas. En 2010, Fantano eliminó las reseñas más antiguas que contenían clips de música para evitar violaciones de la Digital Millennium Copyright Act. En ese momento, trabajaba en The Needle Drop, en la estación de radio de la universidad, así como en una pizzería. A finales de 2011, decidió dedicarse a The Needle Drop a tiempo completo, pero mantuvo su afiliación con WNPR hasta 2014. A Fantano se le ofreció un programa de crítica de álbumes en Adult Swim, pero lo rechazó.
Con el fin de ganar suficiente dinero para pagar a su editor Austin Walsh, en noviembre de 2016, Fantano grabó con más regularidad en un canal secundario de YouTube, "thatistheplan", donde revisaba memes y grababa "videos a menudo irreverentes que no caen en el formato de revisión de reseñas", de acuerdo con Spin. Este canal entró en controversia en octubre de 2017, cuando un artículo publicado en The Fader acusó a Fantano de promover sentimientos de «derecha alternativa» en "thatistheplan". Fantano fue criticado por el uso de memes de Pepe the Frog y por atacar a feministas. Después de la publicación del artículo, se cancelaron fechas programadas de su gira "The Needle Drop", y al menos un sitio de reserva de entradas para una fecha de gira en Brooklyn indicó que su cancelación se debió al artículo de The Fader. Fantano produjo una respuesta en video llamando al artículo crítico un "golpe exitoso". Disputó las acusaciones de simpatizar con la derecha alternativa y afirmó que los videos en cuestión eran satíricos. El artículo fue después eliminado por The Fader, y ambas partes declararon que la disputa fue resuelta.
A fines de 2017, Fantano alcanzó un millón de suscriptores y diversificó su contenido para incluir videos semanales de "resúmenes de pistas", preguntas y respuestas transmitidas en vivo y artículos de reflexión en conjunto con sus reseñas de álbumes. En junio de 2019, Fantano tuvo un cameo en el video de "Old Town Road" de Lil Nas X con Young Thug y Mason Ramsey, apareciendo como trabajador de la instalación militar del Área 51. Más tarde, ese mismo año, fue curador de una compilación benéfica, The Needle Drop LP, que consta de "artistas que han aparecido en el sitio o han recibido críticas favorables en el pasado". Las ganancias del álbum fueron donadas a la organización sin fines de lucro The Immigrant Legal Resource Center.
El 15 de septiembre de 2022, Fantano subió un vídeo a su segundo canal en el que afirmaba que el músico canadiense Drake le había enviado mensajes privados en Instagram, concretamente recomendándole a Fantano una receta de galletas veganas. Un día después, Drake reveló el contenido real de su mensaje a Fantano en Instagram Stories como una disidencia contra él. Fantano reveló más tarde su asombro en un livestream de Instagram, pasando a bromear sobre la debacle.

## Recepción
The Needle Drop ganó el premio O Music Awards 2011 en la categoría "Beyond the Blog". En 2014, Nick Veronin de Wired dijo de Fantano: "En lugar de utilizar palabras de diez dólares para describir un riff o un tono de sintetizador, Fantano se basa en gestos, apretando los puños o contorsionando su cara elástica y expresiva. Llega a algunos de los más efímeras cualidades de la música que las palabras escritas no pueden empezar a tocar". Cuando se le preguntó sobre los méritos de las reseñas de Fantano, el crítico musical Robert Christgau dijo en 2019: «Fantano parece haber descubierto una manera de ganarse la vida diseminando sus propias críticas en la era online. Eso es un logro».
En su libro Perfect Sound Whatever, el comediante James Acaster calificó la lista de los mejores álbumes de Fantano de 2016 como "los 50 mejores de un verdadero fanático de la música" y dijo de Fantano "quizá más que nadie, aprecia cómo ha cambiado el papel del crítico desde que Internet se convirtió en algo [...] El trabajo de un crítico solía ser decirle a la gente lo que vale su dinero, ahora es decirle lo que vale su tiempo". En septiembre de 2020, el corresponsal de cultura del New York Times, Joe Coscarelli, describió a Fantano como "probablemente el crítico musical más popular que queda en pie". Según Coscarelli, Fantano ha llevado con éxito un "arte antiguo a un nuevo medio" y ha revitalizado el formato de revisión de álbumes para una generación más joven de fanáticos musicales.

## Vida personal
Fantano estuvo casado con Dominique Boxley, actualmente esta divorciado de ella desde 2022 y vive en Connecticut, Estados Unidos. Es ateo y vegano, cambiándose a la dieta después de volverse vegetariano durante su adolescencia. Fantano respaldó a Bernie Sanders durante las elecciones presidenciales de Estados Unidos de 2020. En marzo de 2018 dijo a Polygon que es un "purista de la libertad de expresión".

## Discografía
Álbumes
- Taiga (2009) (como bajista)
- The New CALassic (2015) (como Cal Chuchesta)
- Anthony FanFiction Vol.1 (2015)

Aparición como invitado
- "21 & Jaded" en Never Forget Where You Came From de Goody Grace (2021) (como bajista)